# The Devil Finds Work
The Devil Finds Work é um ensaio do escritor James Baldwin. Publicado em 1976, é tanto um livro de memórias de suas experiências de quando assistia filmes como uma crítica à política racial do cinema americano. O ensaio inicia-se com uma discussão sobre o filme de Joan Crawford, que é o primeiro filme do qual Baldwin lembra-se de ter assistido, e termina com uma discussão de O Exorcista, que saiu em 1973. Entre os outros filmes discutidos estão Guess Who's Coming to Dinner, In the Heat of the Night e The Defiant Ones.